# Колмења (Варезе)
Колмења је насеље у Италији у округу Варезе, региону Ломбардија.
Према процени из 2011. у насељу је живело 530 становника. Насеље се налази на надморској висини од 303 м.